# کایا کانپی
 کایا کانپی (انگلیسی: Kaia Kanepi؛ زاده ۱۰ ژوئن ۱۹۸۵) یک تنیس‌باز اهل استونی است.